# Kosteletzkya buettneri
Kosteletzkya buettneri är en malvaväxtart som beskrevs av Gürke och Buettn.. Kosteletzkya buettneri ingår i släktet Kosteletzkya och familjen malvaväxter. Inga underarter finns listade i Catalogue of Life.